# Jesion Kolumnowy
Jesion Kolumnowy bądź Jesion przy Drodze Objazdowej – jesion wyniosły o pomnikowych rozmiarach rosnący w Białowieskim Parku Narodowym, aktualnie drugi potężny jesion Białowieskiego Parku Narodowego i całej Puszczy Białowieskiej, jeden z najpotężniejszych jesionów w Polsce.
Pień drzewa posiada obwód 525 cm na wysokości 130 cm od postawy (w 2011 roku) i wysokości (40,4 m).
Wysokość strzały pnia do pierwszej gałęzi wynosi 21 m, konary mają blisko 20 m. Pierwsze wzmianki pochodzą z około roku 1950, wtedy obwód drzewa miał wynosić 410 cm.
Tomasz Niechoda szacuje jego wiek na ok. 200-250 lat. Pod względem rozmiarów może z nim konkurować jedynie jesion rosnący w Wetlinie w Bieszczadach, który jest grubszy (615 cm obwodu pnia) lecz niższy (31 m). Nie jest najwyższym jesionem w Puszczy Białowieskiej. Rekordzista mierzy 44,8 m wysokości, ma jednak tylko 408 cm obwodu pnia.
Zdaniem niektórych przyrodników jest to najpiękniejsze drzewo Puszczy Białowieskiej. Drzewo jest wciąż w dobrej kondycji i stale przyrasta, w latach 2005-2008 jego obwód powiększył się o ok. 20 cm. Obecnie jest jednym z trzech jesionów przekraczających 5 metrów w obwodzie.